# 弱アイソスピン
弱アイソスピン（じゃくあいそすぴん、英: weak isospin）は、弱い相互作用が働く素粒子のみが持つ量子数である。
弱アイソスピンの量は弱い力との相互作用のしやすさ（チャージ）でもあるため、弱荷とも呼ばれる。これは、強い相互作用に対するカラーチャージ、電磁相互作用に対する電荷、および重力相互作用に対する質量に当たる。

## 概要
弱アイソスピンは、強い相互作用におけるアイソスピンと対をなす概念である。弱アイソスピンを表す記号は、通常TまたはIであり、その第三成分はTz、T3、IzまたはI3と表記される。弱アイソスピンは、電磁相互作用および弱い相互作用を統一する弱超電荷の成分である。
弱アイソスピン保存則はT3の保存に関係する。すなわち、全ての弱い相互作用はT3を保存しなくてはならない。この値はまた他の基本相互作用によっても保存する一般的な保存量である。この理由により、T3はTより重要であり、"弱アイソスピン"はよく"弱アイソスピンの第三成分"のみを意味する。
電荷Q、弱アイソスピンの第三成分T3、および弱超電荷YWの間には次の関係が成り立つ：
{\displaystyle Q=T_{3}+Y_{\text{w}}}

## 性質
弱い相互作用によって起こる代表的な現象であるベータ崩壊は
{\displaystyle d\longrightarrow u+e+{\overline {\nu _{e}}}}
と表すことができる。(u:アップクォーク、d:ダウンクォーク、e:電子、νe:電子ニュートリノで、オーバーラインは反粒子を表す。)
ある粒子はその反粒子が時間をさかのぼる姿と解釈できるので、
{\displaystyle d+\nu _{e}\longrightarrow u+e}
と書き換えることができる。
すなわち、ダウンクォークが電子ニュートリノと衝突し、弱い相互作用によってダウンクォークがアップクォークに、電子ニュートリノが電子に転換したと考えることができる。
さらに考えをおしすすめると、弱い相互作用において相互転換する2つの素粒子は、同じ素粒子の電荷や質量が異なる状態と見なし、弱い相互作用によってその状態間の転換が起こったものと考えることができる。
アイソスピンにおいて陽子と中性子が同じ素粒子の電荷のみが異なる状態だと考えたのと同様である。
この状態を表すパラメータとして弱アイソスピンが導入される。
ただし、この弱アイソスピン二重項を作る2つの状態は一般に質量が異なっており、この2つを入れ替える変換（ゲージ変換）に対して物理は不変ではないように見える。これはヒッグス粒子との結合によって対称性が自発的に破れているためである。
弱アイソスピンのカレントには正負の荷電カレントと中性カレントが存在し、それぞれW±、W0と結合する。W0は超電荷ゲージボソンBと混合し、Zボソンとなる。
弱アイソスピンにはスピン、アイソスピンと同様パウリ行列による数学的記述が成立し、弱い相互作用において相互転換する2つの素粒子は弱アイソスピン1/2を持ち、そのz成分は1/2、-1/2の2つの値をとる。
通常はこのz成分が弱アイソスピン量子数と呼ばれる。
例えば電子は弱アイソスピン量子数1/2、電子ニュートリノは弱アイソスピン量子数-1/2を持つ。
レプトンについては、電子-電子ニュートリノ、ミュー粒子-ミューニュートリノ、タウ粒子-タウニュートリノがこの対を作っており、対の中でのみ転換が起こる。
それに対しクォークについてはダウンクォークだけでなくストレンジクォークがアップクォークに転換する現象も知られている。
それ故にアップクォークと対を作っているのはダウンクォークとストレンジクォークが混合した粒子ということになる。
この粒子の混合現象をカビボ混合という。
この考えをさらに推し進めた小林誠と益川敏英は、混合する粒子が三世代あった場合には弱い相互作用においてCP対称性の破れが起こりうる事を示した。（小林・益川理論）
また、ベータ崩壊で生成される反電子ニュートリノはすべてヘリシティーが1/2(右巻き)である。
そのため、弱い相互作用はヘリシティー1/2の反粒子、あるいはヘリシティー-1/2(左巻き)の粒子のみにしか働かず、弱アイソスピンを持つのも同様と考えられている。